# Bisdom Stavanger

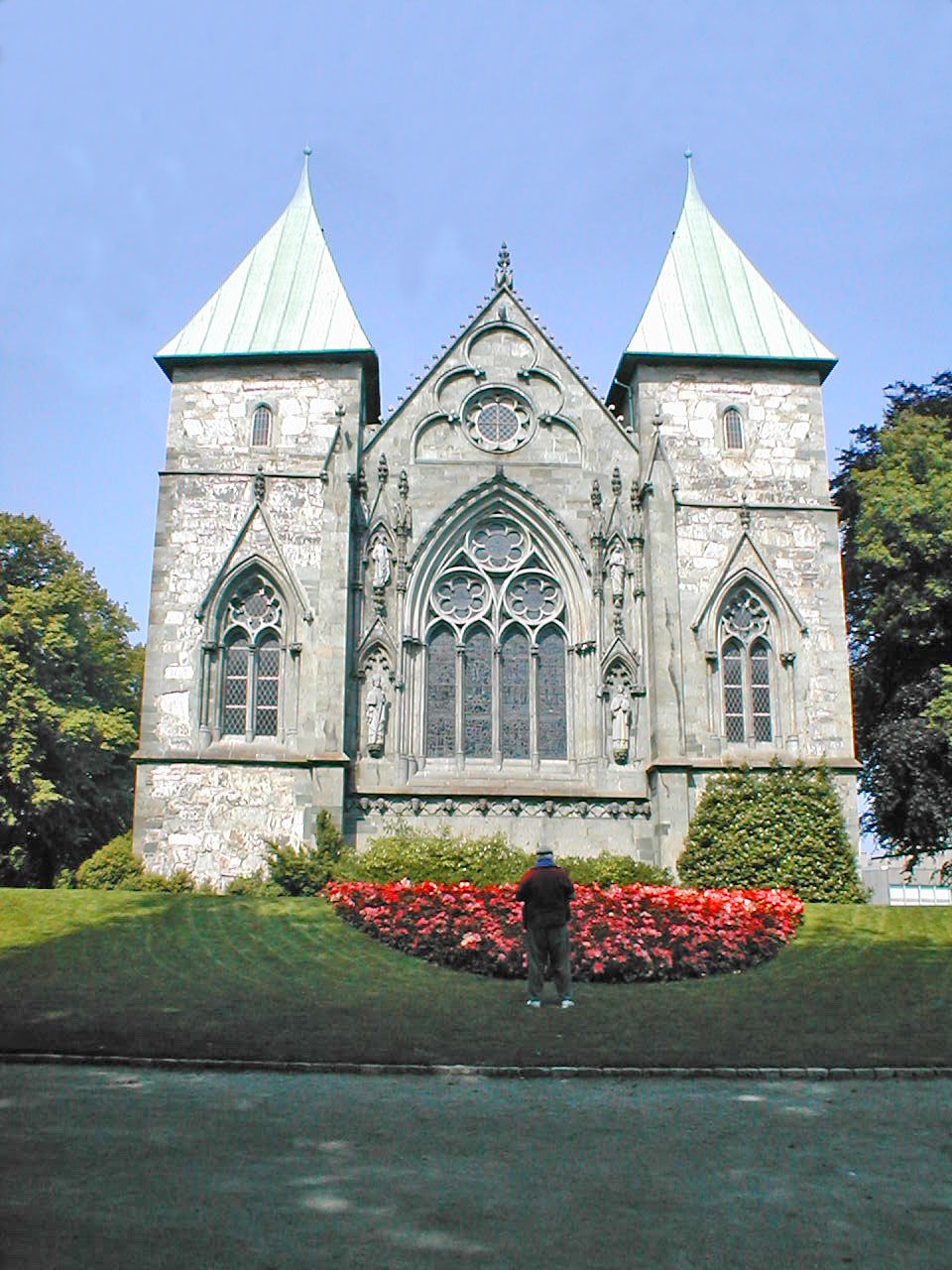
De Domkerk van Stavanger

Het bisdom Stavanger is een bisdom in de Kerk van Noorwegen. Het huidige bisdom ontstond in 1925 toen het grondgebied van fylke Rogaland werd afgesplitst van het bisdom Agder.
De kathedraal van het bisdom is de Domkerk van Stavanger uit het begin van de twaalfde eeuw. Deze kerk was eerder kathedraal van een katholiek bisdom Stavanger dat werd gesticht rond 1125. Dat bisdom ging in 1539 over naar de Noorse Kerk. In 1682 werd de zetel van dat bisdom echter verplaatst naar de nieuwe stad Kristiansand. 

Decanaten van het bisdom

Het huidige bisdom is verdeeld in tien prosti. Sinds 2019 wordt de zetel bezet door Anne Lise Ådnøy.